# روبن هوكينز
روبن هوكينز (بالإنجليزية: Robin Hawkins)‏ هو ناشط إسبرنتو بريطاني، ولد في 11 فبراير 1986.

## وصلات خارجية
- الموقع الرسمي
- روبن هوكينز على موقع ميوزك برينز (الإنجليزية)
- روبن هوكينز على موقع ديسكوغز (الإنجليزية)